# تورنیکه گوگریچیانی
تورنیکه گوگریچیانی (گرجی: თორნიკე გოგრიჭიანი؛ زادهٔ  ۳۱ اکتبر ۱۹۸۶) مجری تلویزیونی و بازیگر تئاتر و سینما و تلویزیون اهل گرجستان است.
او در ۳۱ اکتبر ۱۹۸۶ متولد شد. در سال ۲۰۰۷ از دانشگاه فنی گرجستان در رشته معماری و سپس در سال ۲۰۱۰ از دانشکده هنرهای نمایشی و سینمایی دانشگاه تئاتر و فیلم شوتا روستاولی فارغ‌التحصیل گردید. در سال ۲۰۰۹ یک دورهٔ پنج‌ماهه بازیگری در کارگاه رِزو گابریادزه گذراند. او از سال ۲۰۰۷ بازیگر تئاتر «مرکز دولتی موسیقی و درام تفلیس» است.
وی در سال ۲۰۱۷ فیلمی کوتاه به نام آندرو ساخت. داستان فیلم درباره معماری بیکار به نام آندرو، است که به همراه پسر ۱۱ ساله‌اش، داتو، برای تجارت اجناس ارزان‌قیمت دست دوم به ترکیه می‌رود. در جاده، آنها یک مسافر ترکیه‌ای به نام تانر را سوار می‌کنند. این ملاقات، این سفر بی‌خطر را به مجموعه‌ای از اتفاقات ناگوار برای آندرو و پسرش تبدیل می‌کند.

## گزیدۀ نقش‌آفرینی‌ها

### سینما
- مچ‌باکس (۲۰۲۶)
- استخراج ۲ (۲۰۲۳)
- لومینا (فیلم کوتاه، ۲۰۲۱)
- آدم و حوا (۲۰۱۸)
- آندرو (فیلم کوتاه، ۲۰۱۷)
- مرد بیدار (فیلم کوتاه، ۲۰۱۵)
- روستا (۲۰۱۵)
- آشیانه (فیلم کوتاه، ۲۰۱۱)
- ۲۴۷ درجهٔ فارنهایت (۲۰۱۱)

### تلویزیون
- تنفس مصنوعی[۶] (۲۰۲۲-۲۰۱۶)
- اسنیفر (۲۰۱۷)
- تناقض (۲۰۱۴)